# 米內托 (紐約州普查規定居民點)
米內托（英語：Minetto）是位於美國紐約州奧斯威戈縣的普查規定居民點。

## 人口
根據2020年美國人口普查的數據，米內托的面積為10.40平方千米，當中陸地面積為9.72平方千米，而水域面積為0.68平方千米。當地共有人口1262人，而人口密度為每平方千米121.35人。